# 依空まつり
依空 まつり（いそら まつり）は、日本の小説家である。

## 経歴
昔からストーリーを考えるのが好きで、大学ノートにストーリーを書き始めるようになったのが小説を書き始めたきっかけだったと話している。パーソナルコンピュータを購入してからノベルゲーム制作に時間を費やすも、ゲーム自体は完成できなかったため、小説という形で昇華させようと考えたのがWeb上に投稿した初めての作品であった。『サイレント・ウィッチ 沈黙の魔女の隠しごと』で書籍デビューを果たした。
「このライトノベルがすごい!2022」では、依空まつりの小説『サイレント・ウィッチ 沈黙の魔女の隠しごと』が総合新作部門では7位、単行本・ノベルス部門では2位にランクインしている。なお、『サイレント・ウィッチ』シリーズは、桟とびによってコミカライズされている。

## 作品一覧
- 『サイレント・ウィッチ 沈黙の魔女の隠しごと』シリーズ（イラスト：藤実なんな、カドカワBOOKS〈KADOKAWA〉、既刊14巻、2021年6月 - ）[5]